# 즈다노프 독트린

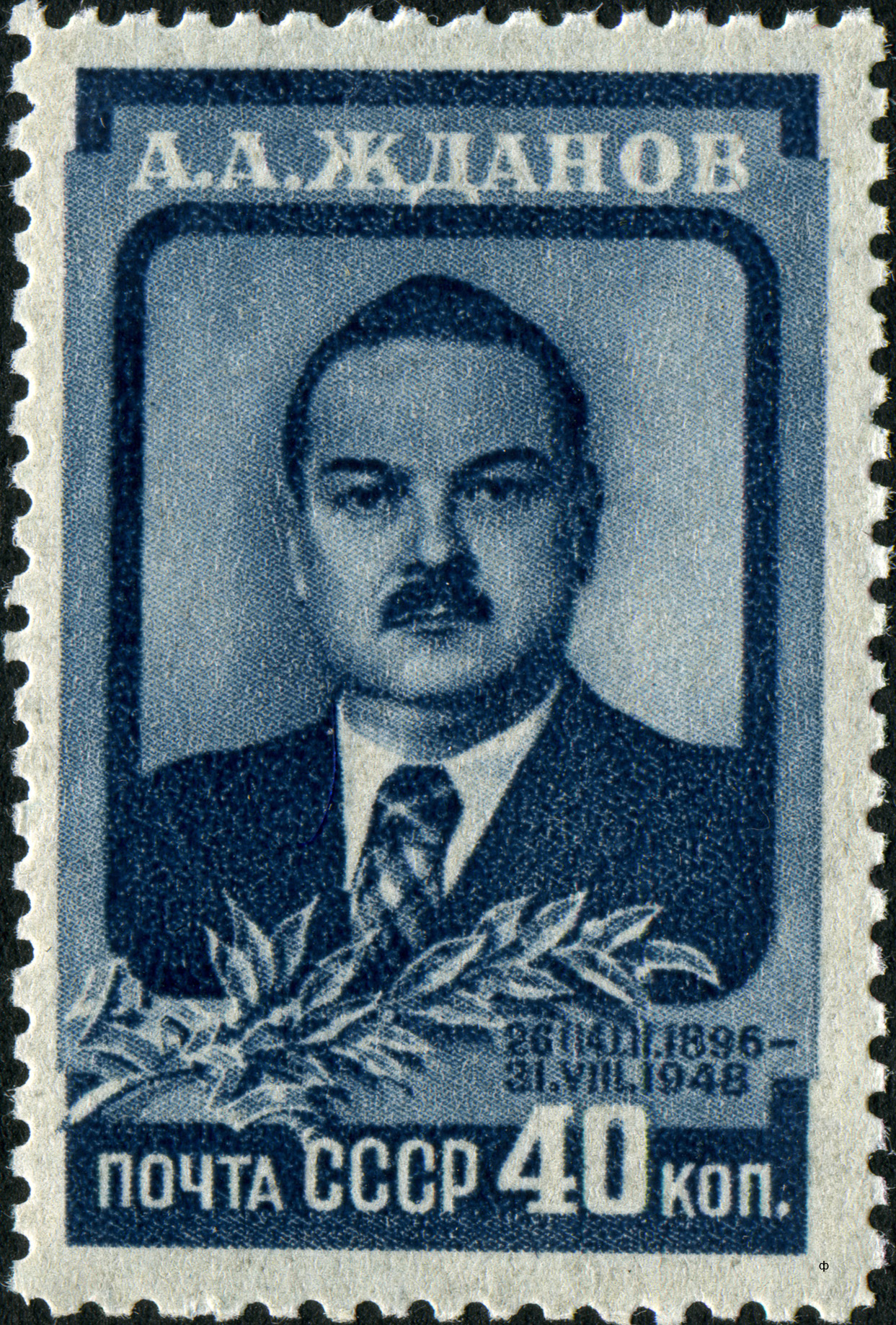
안드레이 즈다노프의 소련 우표.

즈다노프 독트린(доктрина Жданова, ждановизм, ждановщина)은 소련의 소련 공산당 중앙위원회 비서인 안드레이 즈다노프가 1946년에 개발한 소련의 문화 독트린이다. 즈다노프 독트린의 주요 원칙은 종종 "소련 문화에서 가능한 유일한 갈등은 선과 최선 간의 갈등이다"라는 문구로 요약되었다. 즈다노프주의는 곧 소련의 문화 정책이 되었는데, 이는 소련의 예술가, 작가 및 일반적인 인텔리겐치아가 창작 활동에서 당 노선에 따라야 함을 의미했다. 이 정책에 따라 정부의 요구 사항을 따르지 않는 예술가들은 박해를 받을 위험이 있었다. 이 정책은 이오시프 스탈린이 사망한 1953년까지 시행되었다.

## 역사
1946년 중앙위원회 결의안은 풍자 작가 미하일 조셴코와 시인 안나 아흐마토바의 비정치적이고 "부르주아"적이며 개인주의적인 작품을 출판한 두 문학 잡지인 즈베즈다와 Leningrad (magazine)를 겨냥했다. 이전에는 일부 비평가와 문학 역사가들이 러시아 고전이 장자크 루소, 몰리에르, 바이런 경 또는 찰스 디킨스의 영향을 받았다고 주장했다는 이유로 비난받았다. 즈다노프주의의 일부는 "세계시민주의"에 대한 캠페인이었으며, 이는 외국 모델을 무심코 모방해서는 안 되며, 러시아 고유의 성과를 강조해야 함을 의미했다.
1948년 2월 20일에는 음악에 대한 추가 법령인 "무라델리의 오페라 위대한 우정에 대하여"가 발표되었으며, 이는 소위 "반형식주의 캠페인"의 시작을 알렸다. ("형식주의"라는 용어는 더 큰 사회적 목적에 기여하지 않는 예술을 위한 예술을 의미했다.) 명목상 바노 무라델리의 오페라 위대한 우정을 겨냥했지만, 이는 드미트리 쇼스타코비치, 세르게이 프로코피예프, 아람 하차투리안, 드미트리 클레바노프 등 소련의 주요 작곡가들이 "밀폐된" 음악을 작곡하고 부조화를 오용했다는 비난을 받으며 지속적인 비판과 박해를 받게 되는 계기가 되었다. 이 법령에 이어 4월에는 작곡가 조합의 특별 의회가 열렸고, 공격받은 많은 이들이 공개적으로 회개하도록 강요받았다. 이 캠페인은 쇼스타코비치의 반형식주의 라요크에서 풍자되었다. 비난받은 작곡가들은 1958년 5월 28일 발표된 추가 법령에 의해 공식적으로 재활되었다.
브로츠와프에서는 1948년 중반에 회의가 열렸다. 소련이 동유럽에서 권력을 공고히 하면서, 즈다노프가 선택한 인물인 파데예프 소련 작가 연맹 회장은 소련 외부에서 사회주의적 사실주의의 기반을 확립하는 연설을 했다. 이는 세 가지 주요 집단을 대상으로 했는데, 첫째는 단순히 평화를 설파하는 대신 즈다노프주의로 전환되기를 즈다노프가 바랐던 소련 지향 서구 지식인, 둘째는 자유 민주주의 국가에서 동조적인 비공산주의 예술가와 지식인, 셋째는 즈다노프주의와 사회주의적 사실주의의 원칙을 강제로 받아들여야 했던 동유럽과 소련 점령 독일의 예술가와 지식인이었다. 이는 서방에 파급 효과를 일으켜 서방에서 더 많은 동조와 평화주의를 초래했고, 이후 동독의 독일 사회주의통일당 (SED)에 이익을 주었다.:473–4

## 참고 문헌
- Braudel, Fernand, 1993. A History of Civilizations, translated by Richard Mayne. New York: A. Lane, 1993. ISBN 9780713990225. Reprinted New York: Penguin Books, 1994. ISBN 978-0-140-12489-7; ISBN 978-0-713-99022-5 (pbk).
- Green, Jonathan, and Nicholas J. Karolides. 2005. The Encyclopedia of Censorship, rev. ed. New York: Facts On File. ISBN 978-0816044641.
- Taruskin, Richard, 2010. Music in the Late Twentieth Century. Oxford: Oxford University Press. ISBN 978-0-19-538485-7.
- Solomon, Maynard, 편집. (1979). 《Marxism and Art: Essays Classic and Contemporary》. Detroit: Wayne State University Press. ISBN 0-8143-1620-4. OCLC 4831801.